# Nematus lucidus
Nematus lucidus är en stekelart som först beskrevs av Georg Wolfgang Franz Panzer 1801.  Nematus lucidus ingår i släktet Nematus, och familjen bladsteklar. Arten är reproducerande i Sverige.